# Ронго
Ронго (Rongo) — в мифологии маори один из основных богов, бог культивируемых растений (прежде всего, батата, который он принёс с собой из прародины полинезийцев, Хаваики). Так как большинство тропических растений, возделывавшихся маори (таро, ямс, тыква), с трудом выращивались на территории Новой Зеландии (за исключением крайней северной части), островитяне высоко почитали Ронго.
Согласно представлениям маори, Ронго вместе со своими братьями Туматауэнга, Тане, Тафириматеа, Тангароа и Хаумиа-тикетике помог отцу-небу Ранги и матери-земле Папа разделиться, позволив появиться на земле свету. Впоследствии Тафириматеа, бог ветра и шторма, разозлился на своих братьев и напал на них. Ронго и Хаумиа, покровитель всех не возделываемых человеком диких растений, спрятались от шторма, устроенного Тафириматеа, в теле Папа, матери-земли.
В переводе с языка маори rongo означает «мир».